# جانوران شگفت‌انگیز و زیستگاه آن‌ها (فیلم)
جانوران شگفت‌انگیز و زیستگاه آن‌ها (به انگلیسی: Fantastic Beasts and Where to Find Them) یک فیلم فانتزی و ماجراجویی به کارگردانی دیوید ییتس و بر اساس فیلمنامه‌ای نوشتهٔ جی.کی. رولینگ است که در سال ۲۰۱۶ منتشر شد. این فیلم که اولین تجربهٔ فیلمنامه‌نویسی خانم رولینگ و نشأت گرفته از کتاب او با همین نام است، به عنوان مشتق/پیش‌درآمدی بر مجموعه فیلم‌های هری پاتر بوده و اولین قسمت از یک سه‌گانه است. رولینگ همچنین در کنار دیوید هیمن، استیو کلاوز و لایونل ویگرام، تهیه‌کنندگی فیلم را نیز بر عهده دارد. بازیگران فیلم شامل ادی ردمین، کاترین واترستون، آلیسون سودول، دن فوگلر، کالین فارل، سامانتا مورتون، ازرا میلر، کارمن اجوجو، جان ویت و ران پرلمن است. تصویربرداری فیلم در تاریخ ۱۷ اوت ۲۰۱۵ در استودیو لیوزدن وارنر برادرز آغاز شد.
اولین نمایش فیلم جانوران شگفت‌انگیز و زیستگاه آن‌ها در ۱۰ نوامبر ۲۰۱۶ در شهر نیویورک بود، و سپس در تاریخ ۱۸ نوامبر ۲۰۱۶ به صورت سه‌بعدی و آی‌مکس اکران جهانی شد. جانوران شگفت‌انگیز با بودجه‌ای ۱۸۰ میلیون دلاری ساخته شد و در گیشه به فروشی ۸۱۴٬۶ میلیون دلار رسید که موفقیتی بزرگ محسوب می‌شود. جانوران شگفت‌انگیز جزو ده فیلم پرفروش سال ۲۰۱۶ می‌باشد.
این فیلم در هشتاد و نهمین دوره جوایز اسکار نامزد دو جایزه اسکار بود که در نهایت موفق شد تنها برنده جایزه اسکار بهترین طراحی لباس شود. این جایزه به کالین اتوود، طراح لباس این فیلم تعلق گرفت. همچنین این فیلم نامزد دریافت جایزه اسکار بهترین طراحی صحنه نیز شد اما این جایزه را فیلم لالا لند از آن خود کرد.

## داستان
در سال ۱۹۲۶، نیوت اسکمَندِر (ادی ردمین) پس از تکمیل سفرهای تحقیقاتی‌اش برای نگارش کتاب جانوران شگفت‌انگیز و زیستگاه آن‌ها، برای توقفی کوتاه وارد نیویورک می‌شود. اما بر اثر اشتباه ناخواستهٔ یک بی‌جادو (اصطلاح آمریکایی برای مشنگ‌ها یا افرادی که جادوگر نیستند) به نام جیکوب کوالسکی (دن فوگلر)، تعدادی از موجوداتی که درون چمدان گسترش‌یافتهٔ نیوت هستند در شهر آزاد می‌شوند و روابط جامعهٔ جادوگری و غیرجادوگری را دچار بحران می‌کنند که خود پیش از این به علت فعالیت‌های گروه متعصب و تندروی «انجمن بشردوستانهٔ سیلم جدید» - که به دنبال احیای دوبارهٔ محاکمات سیلم هستند - پر از تنش بود.

## بازیگران

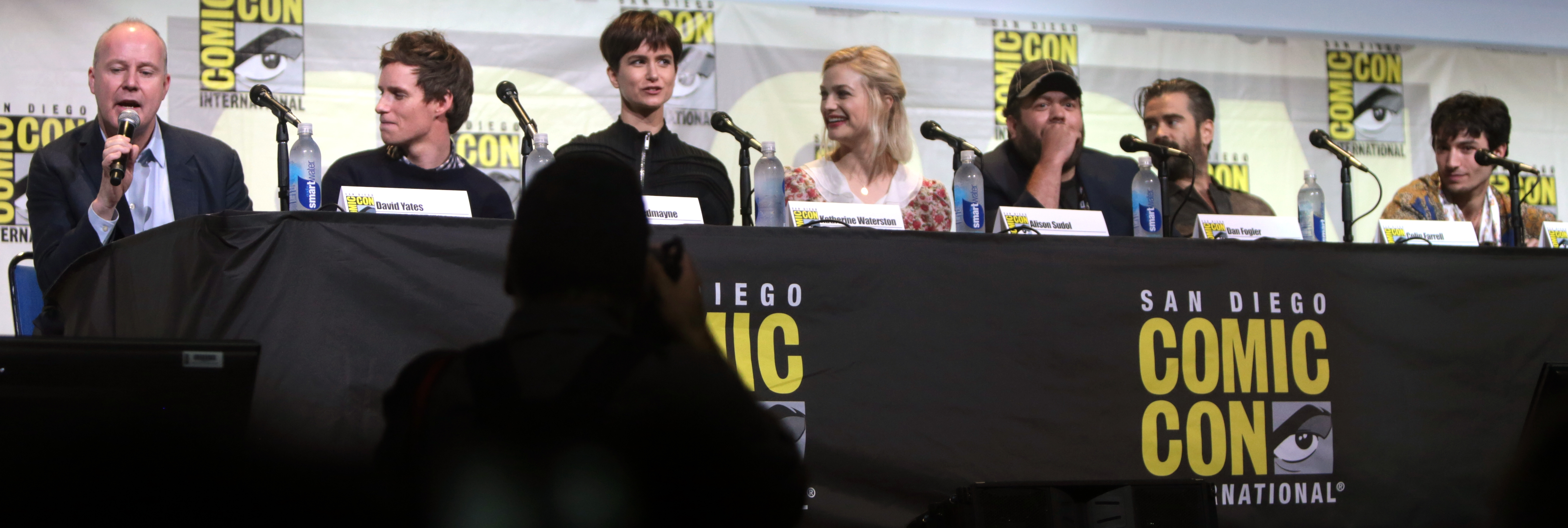
پنل جانوران شگفت‌انگیز و زیستگاه آن‌ها در کامیک کان سندیگو ۲۰۱۶ (چپ به راست): کارگردان ییتس؛ بازیگران ردمین، واترستون، سودول، فوگلر، فارل، میلر.

- ادی ردمین در نقش نیوت اسکمندر، جادوگری عجیب و درون‌گرا، جادوجانورشناس و کارمند وزارت سحر و جادوی بریتانیا که بعدها کتاب درسی هاگوارتز به نام جانوران شگفت‌انگیز و زیستگاه آن‌ها را می‌نویسد.
- کاترین واترستون در نقش پورپرتینا گلدستین مشهور به تینا، ساحره‌ای منطقی و معقول که کارمند کنگرهٔ جادویی ایالات متحدهٔ آمریکا (ماکوزا) است و همیشه دوست دارد طرف حق را بگیرد. او قبلاً کارآگاه بوده اما حالا به دفتری بسیار پایین‌تر از حد مهارتش تنزل رتبه یافته‌است.
- آلیسون سودول در نقش کویینی گلدستین، هم‌اتاقی و خواهر کوچکتر تینا که دختری بسیار زیبا توصیف شده‌است. او فردی مستقل و گشاده‌دل است که مهارت زیادی در ذهن‌جویی (خواندن ذهن) دارد.
- دن فوگلر در نقش جیکوب کوالسکی، یک بی‌جادو که کارگر یک کارخانه است و آرزو دارد روزی شیرینی‌پز شود. او پس از ملاقات با نیوت با جامعهٔ جادویی نیویورک سیتی آشنا می‌شود. در ابتدای فیلم او تازه یک رابطهٔ عاشقانه را خاتمه داده‌است.
- کالین فارل در نقش پرسیوال گریوز، جادوگری ماهر و کارآگاه عالی‌رتبه و مورد اعتماد رئیس کنگرهٔ جادویی آمریکا است که وظیفهٔ حفاظت از جادوگران را در برابر افشا و خطرات برعهده دارد.
- سامانتا مورتون در نقش مری لو بِربون، یک بی‌جادوی متعصب و رهبر بدجنس انجمن پاسداشت سیلم جدید («ابسج» یا سیلم‌خواهان) است، گروهی افراطی که یکی از اهداف آنان شناسایی و کشتن جادوگران و ساحره‌هاست.
- ازرا میلر در نقش کریدنس بِربون، پسر آشفته‌ای که مری لو به فرزندی قبول کرده‌است.
- کارمن اجوجو در نقش سِرافینا پیکووِری، رئیس کنگرهٔ جادویی ایالات متحده آمریکا.
- جان ویت در نقش هنری شاو پدر، یک سناتور آمریکا که برای پسرش یک گردهمایی ترتیب داده و انجمن بشردوستانهٔ سیلم جدید در برابر آن تظاهرات می‌کنند.
- ران پرلمن در نقش نارلک، یک گنگستر جن که صاحب یک میخانهٔ مخفی است.
- فیث وود-بلگارو در نقش مادِستی بِربون، دختربچه‌ای که مری لو به فرزندی پذیرفته‌است.
- جن مورای در نقش چستیتی بِربون، ارشدترین فرزندی که موری لو سرپرستی او را به عهده دارد.
- جما چان در نقش مادام یا ژو، یک ساحره که از اعضای ماکوزا است.
- جانی دپ در نقش گلرت گریندل‌والد، یکی از خطرناک‌ترین جادوگران تاریخ.
- زوئی کراویتز در یک عکس به عنوان لیتا لسترنج، معشوق قبلی نیوت، دیده می‌شود.

## دنباله‌ها
- جانوران شگفت‌انگیز: جنایات گریندل‌والد (۲۰۱۸)
- جانوران شگفت‌انگیز: اسرار دامبلدور (۲۰۲۲)